# 375 (szám)
A 375 (római számmal: CCCLXXV) egy természetes szám.

## A szám a matematikában
A tízes számrendszerbeli 375-ös a kettes számrendszerben 101110111, a nyolcas számrendszerben 567, a tizenhatos számrendszerben 177 alakban írható fel.
A 375 páratlan szám, összetett szám, kanonikus alakban a 31 · 53 szorzattal, normálalakban a 3,75 · 102 szorzattal írható fel. Nyolc osztója van a természetes számok halmazán, ezek növekvő sorrendben: 1, 3, 5, 15, 25, 75, 125 és 375.
Előállítható három köbszám összegeként: 53 + 53 + 53 = 375
A 375 négyzete 140 625, köbe 52 734 375, négyzetgyöke 19,36492, köbgyöke 7,21125, reciproka 0,0026667. A 375 egység sugarú kör kerülete 2356,19449 egység, területe 441 786,46691 területegység; a 375 egység sugarú gömb térfogata 220 893 233,5 térfogategység.
A 375 Harshad-szám a tízes számrendszerben, azaz osztható számjegyeinek összegével (15-tel).